# Lacmellea floribunda
Lacmellea floribunda là một loài thực vật có hoa trong họ La bố ma. Loài này được (Poepp.) Benth. & Hook.f. mô tả khoa học đầu tiên năm 1876.